# Hällstads kyrka
Hällstads kyrka är en kyrkobyggnad i den norra delen av Ulricehamns kommun. Den tillhör Hällstads församling i Skara stift. 

## Kyrkobyggnaden
En tidigare kyrka av sandsten uppfördes på 1100-talet, men 1795 ansågs kyrkan vara för liten och för mörk. Nuvarande kyrka i empirstil uppfördes 1819 under ledning av byggmästare Pehr Eriksson från Sandhult och invigdes 30 september 1821. Den ligger på en kulle 252 meter över havet, strax väster om samhället Älmestad, omgiven av en bymiljö med bland annat ett bevarat kyrkstall. Byggnadsmaterial från den gamla kyrkan återanvändes. Kyrktornets nedre del färdigställdes samtidigt med övriga kyrkan, men dess övre del färdigställdes först år 1835. Kyrkorummet byggdes om 1899 då dess flacka välvda tak byttes ut mot ett tredingstak. Renoveringar genomfördes 1923 och 1956. 
Kyrkan består av långhus med tresidigt kor i öster och kyrktorn i väster. Vid norra sidan finns en sakristia. Ingångar finns vid västra sidan genom tornet, vid södra långsidan samt sakristian i norr. Kyrktornet kröns av en kopparklädd lanternin.

## Inventarier

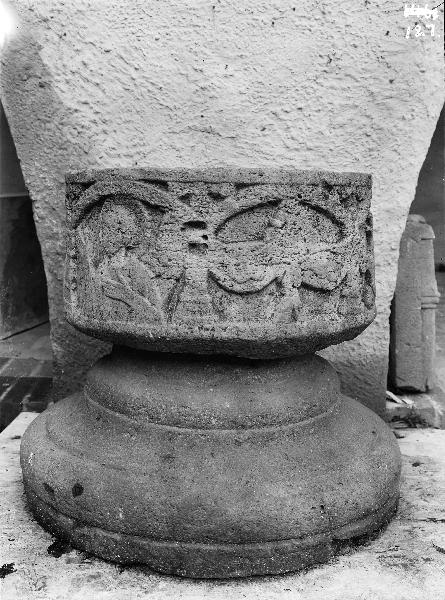
Dopfunten

- Dopfunt av sandsten från tidig medeltid tillverkad i två delar. Höjd: 77 cm. Cuppan är cylindrisk med något buktad undersida. På livet finns sex arkadfält med rundbågar och avskilda av kolonner. Huvudscen är Kristi dop med Kristus och Johannes omgivna av, på var sida, två alldeles lika spegelvända änglar. I övriga fält franska liljor som omger ett fabeldjur. Foten har något större diameter än cuppan. Centralt uttömningshål. Skador genom vittring.[1]
- En primklocka och ett rökelsekar är från medeltiden.
- Nuvarande predikstol med baldakin tillkom 1923. En ny baldakin tillverkades 1959 av arkitekt Anders Ekman.
- Altartavlan, som skänktes till kyrkan 1918, är målad av G. W. Sparrenfält. Tavlan är en kopia av altartavlan i Lovö kyrka.

### Klockor
- Lillklockan är daterad till 1463 och tillverkad av en anonym gjutare. Runt halsen finns två skriftband med latinska inskrifter, som i svensk tolkning betyder: Jag prisar den sanne Guden, jag kallar folket, samlar prästerskapet. De döda begråter jag, förjagar pesten, pryder festerna. Herrens år 1463 [göts jag] den tid Johannes Haqvini Mörk var församlingen kyrkoherde. På kroppen finns dessutom fem myntavtryck och fyra brakteatavtryck.[2]
- Storklockan är daterad till 1875.

### Orgel
- Orgeln, placerad på västra läktaren, är ett välbevarat exemplar tillverkat 1898 av Carl Axel Härngren, Lidköping. Alla stämmor utom Trumpet 8´ är originalstämmor. Crescendoverket som tillkom 1924 var en donation. Instrumentet, som renoverades 1988 av Tostareds Kyrkorgelfabrik, har nio stämmor fördelade på manual och pedal. Den stumma fasaden är från tillkomståret.[3]

## Hällstadmonumentet
På kyrkogården finns ett romanskt gravmonument, troligen från slutet av 1100-talet, med en stor mängd reliefer uthuggna i lockhällen och gavelhällarna. Lockhällen utsmyckas av ett stavkors omgivet av akantusrankor som utgår från gapen av två motställda drakar i övre delen av hällen. Bilderna på gavelstenarna visar Agnus Dei (Kristi lamm), två människofigurer i en sakral miljö med bok och rökelsekar, ett liljestensliknande växtornament där en människa klättrar samt två personer där den ene har svärd och sköld och den andre håller ett kors och står ovanpå en besegrad drake. Bilderna kan tolkas som en framställning av kristendomens kamp mot hedendomen. Det finns likheter mellan motiven på Hällstadmonumenten och dopfuntar och reliefer som tillskrivits stenmästaren Othelric.

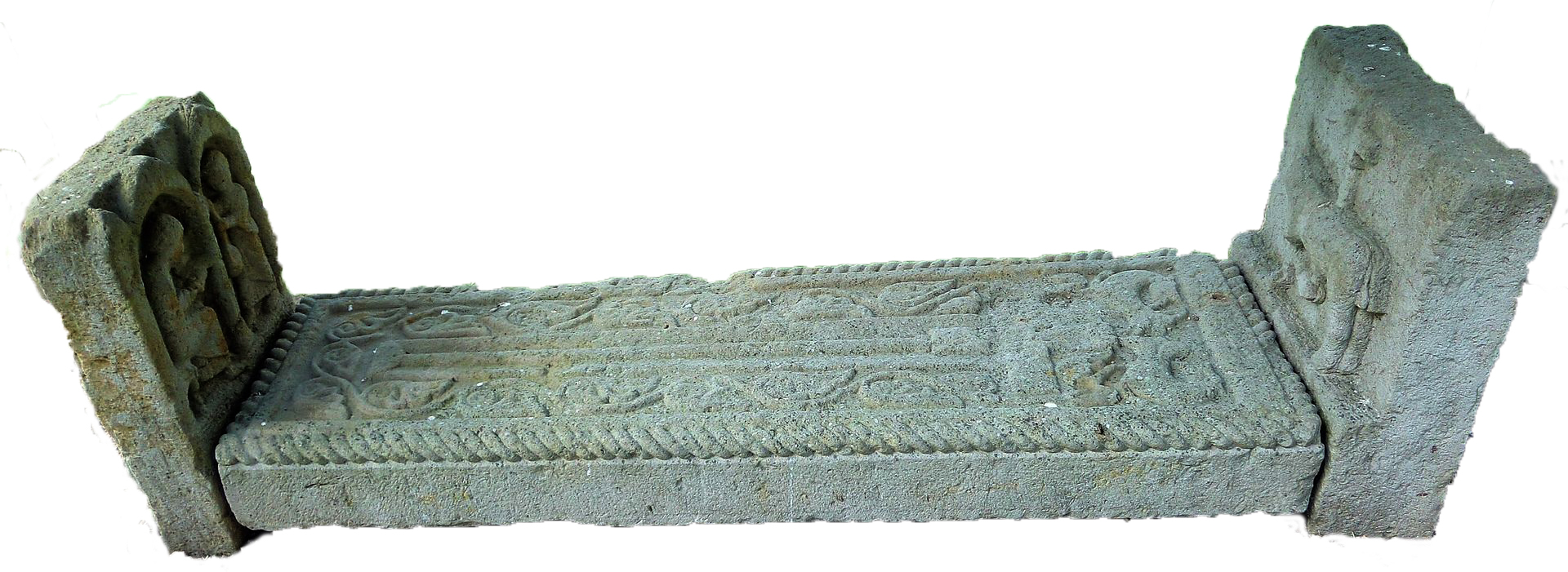
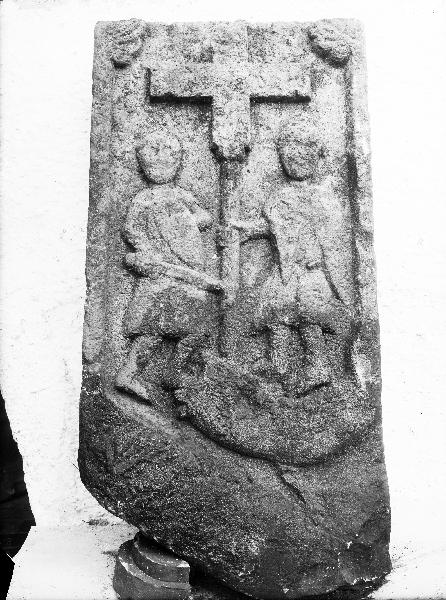
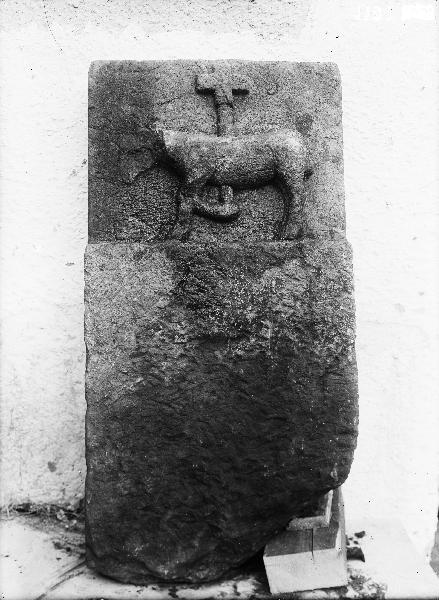
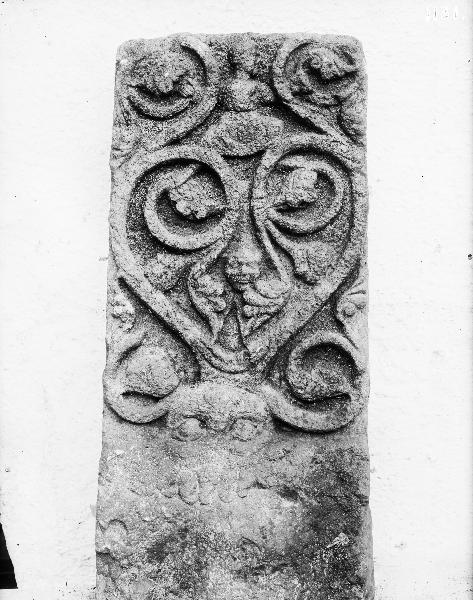
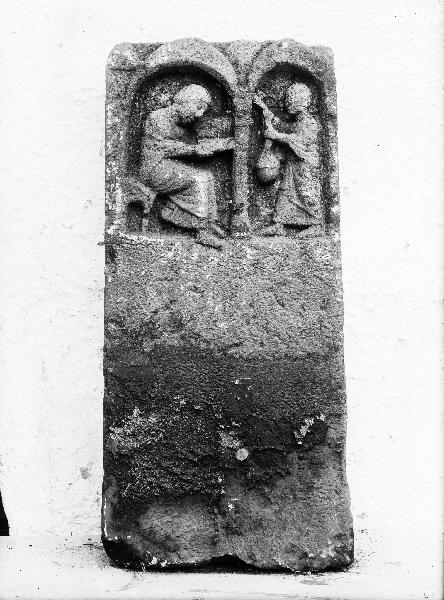